# San Donato Milanese (przystanek kolejowy)
San Donato Milanese (wł. Stazione di San Donato Milanese) – przystanek kolejowy w San Donato Milanese, w prowincji Mediolan, w regionie Lombardia, we Włoszech. Znajduje się na linii Mediolan – Bolonia.
Według klasyfikacji RFI stacja ma kategorię brązową.

## Historia
Przystanek został wybudowany na początku lat dziewięćdziesiątych, w czasie budowy nowego przebiegu linii między stacjami Milan Rogoredo i San Giuliano Milanese, ukończonego w 1991 roku. Jednak nie był on otwarty, do czasu wprowadzenia kolei aglomeracyjnej w Mediolanie, zainaugurowanej dopiero po wybudowaniu linii średnicowej.
W wyniku opóźnienia w pracach budowlanych, przystanek został uruchomiony 13 grudnia 2003 i pierwotnie służył tylko dla kilku pociągów regionalnych na trasie Mediolan-Piacenza. Od 13 grudnia 2009 jest obsługiwany pociągi linii S1 kolei aglomeracyjnej.

## Linie kolejowe
- Mediolan – Bolonia

## Infrastruktura
Przystanek posiada dwa tory po jednym dla każdego kierunku jazdy, obsługiwane przez 2 perony boczne połączone tunelem.

## Usługi
Usługi dostępne na przystanku:
- Przejście podziemne
- Zapowiedzi głosowe

## Ruch pociągów
Jest obsługiwany przez pociągi linii S1 (Saronno-Mediolan-Lodi) kolei aglomeracyjnej w Mediolanie Trenord, z półgodzinną częstotliwością od 6 do 21 od poniedziałku do piątku; w godzinach 21-24 raz na godzinę, podobnie w soboty i święta.